# Мартынов, Александр Андреевич
Александр Андреевич Мартынов (бел. Аляксандр Андрэевіч Мартынаў; род. 15 июня 2004, Оренбург) — российский футболист, защитник клуба «Серик Беледиеспор».

## Карьера

### БАТЭ
Воспитанник футбольной академии столичного «Минска». Первым тренером был Разин Александр Николаевич. Позже перешёл в борисовский БАТЭ. В 2021 году стал выступать за дублирующий состав клуба. В 2022 году стал подтягиваться к основной команде клуба. Дебютировал за клуб 7 августа 2022 года в матче против мозырской «Славии», выйдя на замену на 88 минуте. В начале 2023 года стал готовиться к новому сезону с основной командой клуба. Новый сезон начал с четвертьфинальных матчей Кубка Беларуси против бобруйской «Белшины», выйдя в полуфинал турнира. Первый матч в чемпионате сыграл 18 марта 2023 года против «Гомеля». Вместе с клубом стал серебряным призёром Кубка Беларуси, где в финале 28 мая 2023 года уступили жодинскому «Торпедо-БелАЗ». В июне 2023 года продлил контракт с борисовским клубом до конца 2025 года. В июне 2023 года вместе с клубом принимал участие в квалификациях Лиги чемпионов УЕФА. Дебютным забитым голом за клуб отличился 1 августа 2023 года в ответном квалификационном матче Лиги чемпионов УЕФА против лимасольского «Ариса». Позже вместе с клубом выступали в квалификациях Лиги Европы УЕФА и Лиги конференций УЕФА. По итогу сезона вместе с клубом завершил чемпионат на итоговом пятом месте. На протяжении сезона выступал в роли одного из ключевых игроков, отличившись голом и 2 результативными передачами.
Новый сезон начал 6 марта 2024 года с четвертьфинального матча Кубка Беларуси против минского «Динамо», выйдя на поле в стартовом составе. Первый матч в чемпионате сыграл 16 марта 2024 года против «Минска», выйдя на поле в стартовом составе. В марте 2024 года появилась информация об интересе к со стороны московского «Динамо». Первым в сезоне забитым голом за клуб отличился 19 апреля 2024 года в матче против могилёвского «Днепра». Футболист также стал самым молодым капитаном борисовского клуба. С сентябре 2024 года отправился на просмотр в московский «Локомотив», с которым, как позже сообщили, прошёл мед осмотр, однако до когда года останется в борисовском БАТЭ. Вскоре появилась информация, что футболист успешно прошёл медосмотр в московском «Локомотиве» и после окончания сезона с борисовским БАТЭ присоединиться к российскому клубу. По итогу сезона вместе с клубом завершил чемпионат на итоговом восьмом месте в турнирной таблице. На протяжении сезона выступал за клуб в роли одного из ключевых игроков, отличившись 2 забитыми голами и 3 результативными передачами в рамках чемпионата. В январе 2025 года появилась информация, что к футболисту имеется интерес со стороны московских «Локомотива» и «Спартака», «Оренбурга», а также венгерского «Уйпешта» и польского «Шлёнска», однако они не решаются подписывать игрока из-за российского паспорта. Перед началом нового сезона стал вице-капитаном борисовского клуба. В конце марта 2025 года игрок сообщил, что не перешёл в московский «Локомотив», потому что клубы не смогли договориться о переходе игрока. 

### «Серик Беледиеспор»
В июне 2025 года появилась информация, что футболист может стать игроком турецкого клуба «Серик Беледиеспор». Как вскоре стало известно турецкий клуб официально отправил трансферное предложение на сумму порядка 150 тысяч евро. В августе 2025 года официально перешёл в турецкий клуб, с которым подписал двухлетний контракт. Дебютировал за клуб 9 августа 2025 года в матче против клуба «Истанбулспор», выйдя на замену в начале второго тайма.

## Международная карьера
В марте 2022 года получил вызов в юношескую сборную Беларуси до 19 лет. В июне 2022 года вместе со сборной отправился на сборы. Вскоре дебютировал за сборную в товарищеских матчах против сверстников из Узбекистана. В марте 2025 года футболист сообщал, что желал бы сделать белорусский паспорт, однако из-за срока вида на жительства это сделать на тот момент было невозможно.